# فهرست کشورهای بدون نیروهای مسلح

کشورهایی بدون نیروهای نظامی منظم

فهرست کشورهای بدون نیروهای مسلح (به انگلیسی: List of countries without armed forces) فهرستی متشکل از کشورهایی است که فاقد نیروی مسلح هستند. اصطلاح کشور در اینجا به معنای کشورهای مستقل است و منظور، قلمروهای وابسته (مانند گوام، جزایر ماریانای شمالی، برمودا) نیست که دفاع از آنها برعهده کشوری دیگر یا ارتشی جایگزین است. اصطلاح نیروهای مسلح به هرگونه دفاع با پشتیبانی دولتی، برای پیشبرد سیاست‌های داخلی و خارجی دولت مورد نظر اشاره دارد. برخی از کشورهایی که اشاره شده‌اند، مانند ایسلند و موناکو، فاقد ارتش دائمی هستند با این‌حال دارای یک نوع نیروی نظامی غیرانتظامی هستند.
بسیاری از بیست و یک کشور اشاره شده در اینجا، معمولاً با یکی از کشورهایی که در گذشته آنها را اشغال کرده بوده‌است، توافقی دیرینه داشته‌اند. به‌عنوان یک مثال، موناکو و فرانسه که دارای توافقی هستند که حداقل ۳۰۰ سال از عمر آن می‌گذرد. کشورهایی مانند جزایر مارشال، ایالات فدرال میکرونزی و پالائو برای دفاع از خود، با کمک پیمان اتحادیه آزاد به ایالات متحده تکیه می‌کنند. این پیمان به این کشورها اطمینان می‌دهد که از طریق جلسات سالانه کمیته مشترک برای بحث دربارهٔ مسائل دفاعی با فرماندهی اقیانوس آرام ایالات متحده، مسائل مربوط به امنیت ملی آنها مورد بررسی قرار می‌گیرد. آندورا ارتش کوچکی دارد، با این‌حال در صورت لزوم می‌تواند درخواست کمک‌های دفاعی بدهد. در این میان، کشور ایسلند با ایالات متحده آمریکا توافق‌نامه‌ای امضا کرده بود که این توافق تا سال ۲۰۰۶ ادامه داشت و برمبنای آن قرار بود که در صورت لزوم دفاع، امنیت کشور ایسلند توسط ایالات متحده آمریکا تأمین شود.
سایر کشورهای باقی‌مانده مسئولیت دفاع از خود را خود بر عهده دارند و این کار را یا بدون نیروهای مسلح یا با نیروهای مسلح محدود انجام می‌دهند. برخی از کشورها مانند کاستاریکا و گرنادا فرایندی موسوم به غیرنظامی سازی را آغاز کرده‌اند. برخی از کشورها مانند ساموآ، از آغاز بدون نیروهای مسلح تشکیل شده‌اند. علت اصلی این موضوع این است که آنها در زمان استقلال خود تحت حمایت یک کشور دیگر بوده‌اند و این حمایت هنوز هم ممکن است وجود داشته باشد.

## کشورهای بدون نیروهای مسلح
| کشور                   | توضیحات | منابع                              |
| ---------------------- | --- | ---------------------------------- |
| آندورا                 | آندورا فاقد ارتش رسمی است اما برای حفاظت از خود با کشورهایی مانند فرانسه و اسپانیا پیمان دفاعی امضا کرده‌است. ارتش داوطلب و کوچک این کشور کاملاً نمادین و نیرویی در عمل، نمایشی است. نیروی مداخله پلیس آندورا که نیروی ویژه برای مقابله با تروریسم و مدیریت گروگان است، به‌عنوان بخشی از پلیس ملی آندورا شناخته می‌شود. نیروی دفاعی این کشور، تحت یک پیمان دفاعی، توسط کشورهای فرانسه و اسپانیا تأمین می‌شود. | [ ۱۴ ] [ ۱۵ ]                      |
| دومینیکا               | دومینیکا از سال ۱۹۸۱ فاقد ارتش دائمی است. دفاع از این کشور به‌عهده سیستم امنیتی منطقه‌ای است. | [ ۱۶ ]                             |
| گرنادا                 | گرنادا از سال ۱۹۸۳ که پس از تهاجم آمریکا، ارتش انقلابی خلق را منحل کرد، فاقد ارتش دائمی است. نیروی پلیس سلطنتی گرنادا به‌عنوان یک نیروی شبه‌نظامی به منظور تأمین نیازهای امنیتی داخلی مورد استفاده قرار می‌گیرد. دفاع از این کشور به‌عهده سیستم امنیتی منطقه‌ای است. | [ ۱۰ ]                             |
| کیریباتی               | مطابق قانون اساسی کیریباتی، تنها نیروی نظامی مجاز، نیروی پلیس است که شامل یک واحد نظارت دریایی برای تأمین امنیت داخلی می‌شود. واحد نظارت دریایی مجهز به سلاح‌های سبک و یک یگان قایق گشت دریایی موسوم به تی‌نوآی است. بر اساس یک پیمان سه‌جانبه، دفاع از این کشور توسط نیروهای نظامی استرالیا و نیوزیلند انجام می‌شود. | [ ۱۷ ] [ ۱۸ ] [ ۱۹ ]               |
| لیختن‌اشتاین            | ارتش لیختن‌اشتاین به‌علت هزینه‌های زیاد، در سال ۱۸۶۸ منحل شد. ارتش این کشور فقط در زمان جنگ مجاز به تشکیل و فعالیت است، با این‌حال چنین وضعیتی (قرار گرفتن کشور در وضعیت جنگ) تاکنون رخ نداده‌است. لیختن‌اشتاین دارای یک نیروی پلیس است که خود شامل یک واحد تاکتیکی پلیس می‌باشد. نیروی پلیس خود مجهز به نیروی نظامی کوچکی است و وظیفه آن حفظ امنیت داخلی است. بر اساس یک پیمان سه‌جانبه، دفاع از این کشور توسط نیروهای نظامی اتریش و سوئیس انجام می‌شود. | [ ۲۰ ] [ ۲۱ ]                      |
| جزایر مارشال           | از زمان تأسیس این کشور، تنها نیروی نظامی مجاز، پلیس بوده‌است که شامل واحد نظارت دریایی برای تأمین امنیت داخلی است. واحد نظارت دریایی مجهز به سلاح‌های سبک، و یک ییگان قایق گشت دریایی موسوم به لومور است. بر اساس پیمان اتحادیه آزاد، وظیفه دفاع از این کشور برعهده ایالات متحده آمریکا است. | [ ۲۲ ] [ ۲۳ ] [ ۲۴ ]               |
| ایالات فدرال میکرونزی  | از زمان تأسیس ایالات فدرال میکرونزی، هیچ نوع نیروی مسلحی تشکیل نشده‌است. تنها نیروی نظامی مجاز در این کشور پلیس است که شامل واحد نظارت دریایی برای تأمین امنیت داخلی است. واحد نظارت مجهز به سلاح‌های سبک و سه یگان قایق گشت دریایی موسوم به اف‌اس‌اس پالیکیر، اف‌اس‌اس میکرونزیا و اف‌اس‌اس ایندیپندنس است. بر اساس پیمان اتحادیه آزاد، وظیفه دفاع از این کشور، برعهده ایالات متحده آمریکا است. | [ ۲۵ ] [ ۲۶ ] [ ۲۷ ]               |
| نائورو                 | بر اساس پیمان دوجانبه میان نائورو و استرالیا، مسئولیت دفاع از نائورو برعهده استرالیا است. با این‌حال، این کشور دارای یک نیروی پلیس مسلح نسبتاً بزرگ و همچنین یک واحد نیروی پلیس کمکی برای تأمین امنیت داخلی است. | [ ۲۸ ] [ ۲۹ ] [ ۳۰ ] [ ۳۱ ] [ ۳۲ ] |
| پالائو                 | از زمان بنیان‌گذاری کشور پالائو، تنها نیروی نظامی مجاز، نیروی پلیس بوده‌است که شامل یک واحد نظارت دریایی ۳۰ نفره برای تأمین امنیت داخلی است. این واحد نظارت دریایی مجهز به سلاح‌های سبک، یک یگان قایق گشت دریایی موسوم به رِمِلیک و همچنین یک قایق گشتی اعطا شده توسط ژاپن با نام کِدام است. مطابق پیمان اتحادیه آزاد، دفاع از این کشور به‌عهده ایالات متحده آمریکا است. | [ ۳۳ ] [ ۳۴ ] [ ۳۵ ]               |
| سنت لوسیا              | نیروی پلیس سلطنتی سنت لوسیا دارای دو واحد نیروی شبه‌نظامی کوچک شامل ۱۱۶ نفر است. همچنین دو واحد خدمات ویژه و گارد ساحلی نیز وجود دارند که وظیفه آن‌ها تأمین امنیت داخلی است. مسئولیت دفاع از این کشور برعهده سیستم امنیتی منطقه‌ای است. | [ ۳۶ ] [ ۳۷ ]                      |
| سنت وینسنت و گرنادین‌ها | نیروی پلیس سلطنتی سنت وینسنت و گرنادین‌ها دارای دو نیروی کوچک شبه‌نظامی متشکل از ۹۴ نفر است که واحد سرویس ویژه و گارد ساحلی نامیده می‌شوند. هر دو گروه مسئولیت تأمین امنیت داخلی را به‌عهده دارنند. تمامی افسران گارد ساحلی به‌جز ستوان دیوید رابین، از افسران نیروی دریایی سلطنتی بوده‌اند. دفاع از این کشور برعهده سیستم امنیتی منطقه‌ای است. | [ ۳۸ ] [ ۳۹ ]                      |
| ساموآ                  | از زمان تأسیس این کشور، هیچ نوع نیروی مسلحی تشکیل نشده‌است، با این‌حال نیروی کوچکی تحت عنوان پلیس و یک واحد نظاتر دریایی برای تأمین امنیت داخلی وجود داشته‌است. واحد نظارت مجهز به سلاح‌های سبک و یک یگان قایق گشت دریایی موسوم به نافانوآ است. مطابق پیمان دوستی امضا شده میان این کشور و نیوزیلند در سال ۱۹۶۲، وظیفه دفاع از این کشور بر عهده نیوزیلند است. | [ ۴۰ ] [ ۴۱ ] [ ۴۲ ]               |
| جزایر سلیمان           | جزایر سلیمان در گذشته دارای یک نیروی شبه‌نظامی بود تا این که درگیری شدیدی بر سر مسائل قومی و نژادی رخ داد که طی آن استرالیا، نیوزیلند و دیگر کشورهای حوزه اقیانوس آرام به‌منظور برقراری نظم و حکومت قانون، مداخله کردند. از آن زمان به بعد، هیچ نوع نیروی نظامی مسلحی تشکیل نشده‌است، با این‌حال، یک نیروی نسبتاً بزرگی تحت عنوان پلیس و همچنین یک واحد نظارت دریایی به‌منظور تأمین امنیت داخلی وجود دارد. این واحد نظارت دریایی مجهز به سلاح‌های سبک و دو یگان قایق گشت دریایی موسوم به آئوکی و لاتا است. وظیفه دفاع از این کشور تا ۳۰ ژوئن ۲۰۱۷، بر عهده مأموریت کمک منطقه‌ای به جزایر سلیمان بوده‌است. | [ ۴۳ ] [ ۴۴ ] [ ۴۵ ] [ ۴۶ ] [ ۴۷ ] |
| تووالو                 | از زمان تشکیل تووالو، نیروی مسلحی تشکیل نشده‌است، با این‌حال یک نیروی کوچک پلیس و یک واحد نظارت دریایی برای تأمین امنیت داخلی در این کشور وجود دارد. واحد نظارت دریایی تووالو مجهز به سلاح‌های سبک و یک یگان قایق گشت دریایی موسوم به تِه ماتالی است. | [ ۴۸ ]                             |
| واتیکان                | واتیکان دارای یک نیروی موسوم به پلیس واتیکان برای تأمین امنیت داخلی است. پلیس واتیکان در واقع یک واحد نظامی با هدف حفاظت از پاپ است، با این‌حال این واحد به‌صورت رسمی تحت نظارت سریر مقدس و نه شهر واتیکان است. هیچ‌گونه پیمان دفاعی میان واتیکان و ایتالیا امضا نشده‌است، چراکه این موضوع بی‌طرفی واتیکان را نقض می‌کند، با این‌حال نیروهای مسلح ایتالیا به‌صورت غیررسمی وظیفه دفاع از این شهر را به‌عهده دارند. گارد پالاتین و گارد نجیب که در گذشته وظیفه دفاع از واتیکان را به‌عهده داشتند، در سال ۱۹۷۰ منحل شدند.                                                                                     | [ ۴۹ ] [ ۵۰ ] [ ۵۱ ]               |

## کشورهای فاقد ارتش دائمی اما دارای نیروهای نظامی محدود
| کشور      | توضیحات | منابع                                           |
| --------- | --- | ----------------------------------------------- |
| کاستاریکا | سال ۱۹۴۹، ماده ۱۲ از قانون اساسی کشور کاستاریکا، ارتش دائمی را ممنوع اعلام کرده‌است. با این‌حال این کشور از نیروهای عمومی با ظرفیت‌های محدود نظامی برخوردار است که نقش اصلی آن‌ها اجرای قانون، تأمین امنیت داخلی و سرویس نظارت هوایی است. دادگاه حقوق بشر درون آمریکا و دانشگاه صلح سازمان ملل متحد در کاستاریکا قرار دارد. | [ ۱۲ ] [ ۵۲ ]                                   |
| ایسلند    | ایسلند از سال ۱۸۶۹ تاکنون ارتش ثابت نداشته‌است اما این کشور عضو فعال ناتو است. بین سالهای ۱۹۵۱ تا ۲۰۰۶ یک توافق‌نامه دفاعی میان این کشور و ایالات متحده وجود داشت که به موجب آن یک نیروی دفاعی ایسلند و همچنین یک پایگاه نظامی در این کشور برقرار ماند. ایستگاه هوایی کفلاویک نیروی دریایی پس از ۵۵ سال فعالیت در اواخر سال ۲۰۰۶ بسته شد. بعد از اتمام مدت دفاع از این کشور در سال ۲۰۰۶، ایالات متحده اعلام کرد همچنان به دفاع از ایسلند ادامه خواهد داد اما بدون این‌که نیروهای دائمی در این کشور حضور داشته باشند. اگرچه ایسلند فاقد یک ارتش دائمی است اما همچنان دارای یک واحد نظامی حافظ صلح، یک سیستم دفاع هوایی، یک گارد ساحلی نظامی، نیروی پلیس و واحد تاکتیکی پلیس است. علاوه‌بر این، توافق‌نامه‌هایی مبتنی بر همکاری‌های نظامی و امنیتی میان این کشور با نروژ، دانمارک و سایر کشورهای عضو ناتو وجود دارد. | [ ۸ ] [ ۵۳ ] [ ۵۴ ] [ ۵۵ ] [ ۵۶ ] [ ۵۷ ] [ ۵۸ ] |
| موریس     | موریس از سال ۱۹۶۸ تاکنون ارتش دائمی نداشته‌است. کلیه کارکردهای نظامی، انتظامی و امنیتی توسط ۱۰۰۰۰ پرسنل فعال تحت امر مرکز فرماندهی پلیس انجام می‌شود. ۸۰۰۰ نیروی پلیس ملی وظیفه اجرای قانون داخلی را بر عهده دارند. همچنین یک نیروی ویژه سیار ۱۵۰۰ نفره و یک گارد ساحلی ملی ۵۰۰ نفره وجود دارد که هر دو واحد شبه‌نظامی محسوب می‌شوند و مجهز به سلاح‌های سبک هستند. | [ ۵۹ ] [ ۶۰ ] [ ۶۱ ]                            |
| موناکو    | موناکو در قرن ۱۷ میلادی از سرمایه‌گذاری عمومی در امور نظامی صرف نظر کرد زیرا پیشرفت در فناوری توپخانه باعث شد این کشور بی‌دفاع به نظر برسد اما با این‌حال، موناکو هنوز دارای یک نیروی نظامی محدود است. اگرچه دفاع از این کشور برعهده فرانسه است، دو واحد نظامی کوچک حفظ هنوز در این کشور وجود دارند که وظیفه اصلی یکی از این دو واحد دفاع از شاهزاده موناکو و دستگاه قضایی است و وظیفه واحد دیگر، مسئولیت دفاع مدنی و آتش‌نشانی است. هر دو یگان به‌خوبی آموزش دیده و مجهز به سلاح‌های سبک هستند. علاوه بر نیروی نظامی، یک نیروی پلیس ملی نیز برای تأمین امنیتی داخلی در موناکو وجود دارد. | [ ۴ ] [ ۶۲ ] [ ۶۳ ] [ ۶۴ ]                      |
| پاناما    | پاناما ارتش خود را در سال ۱۹۹۰ منحل کرد که این موضوع با رأی اکثریت موافق توسط پارلمان این کشور برای تغییر قانون اساسی در سال ۱۹۹۴ تأیید شد. نیروهای عمومی پاناما شامل پلیس ملی، خدمات مرزی ملی، خدمات هوایی ملی و خدمات حفاظت از نهادها هستند که برخی از قابلیت‌های جنگی را دارند. | [ ۶۵ ] [ ۶۶ ] [ ۶۷ ]                            |
| وانواتو   | نیروی پلیس وانواتو دارای یک نیروی شبه‌نظامی موسوم به نیروی سیار وانواتو برای تأمین امنیتی داخلی است. نیروی سیار وانواتو، تقریباً متشکل از ۳۰۰ زن و مرد است که به سلاح‌های سبک مجهز هستند. | [ ۶۸ ] [ ۶۹ ] [ ۷۰ ]                            |

## واژه‌نامه
1. ↑  Grup d'Intervenció Policia d'Andorra
2. ↑  Maritime Surveillance Unit
3. ↑  Teanoai
4. ↑  Lomor
5. ↑  FSS Palikir
6. ↑  FSS Micronesia
7. ↑  FSS Independence
8. ↑  Remeliik
9. ↑  Kedam
10. ↑  David Robin
11. ↑  Nafanua
12. ↑  Auki
13. ↑  Lata
14. ↑  Te Mataili
15. ↑  Air Vigilance Service